# Wietrzychowice (gmina)
Wietrzychowice – gmina wiejska w województwie małopolskim, w powiecie tarnowskim. W latach 1975–1998 gmina położona była w województwie tarnowskim.
Siedziba gminy to Wietrzychowice.
Według danych z 31 grudnia 2008 gminę zamieszkiwały 4153 osoby.

## Struktura powierzchni
Według danych z roku 2002 gmina Wietrzychowice ma obszar 48,58 km², w tym:
- użytki rolne: 76%
- użytki leśne: 9%

Gmina stanowi 3,43% powierzchni powiatu.

## Demografia

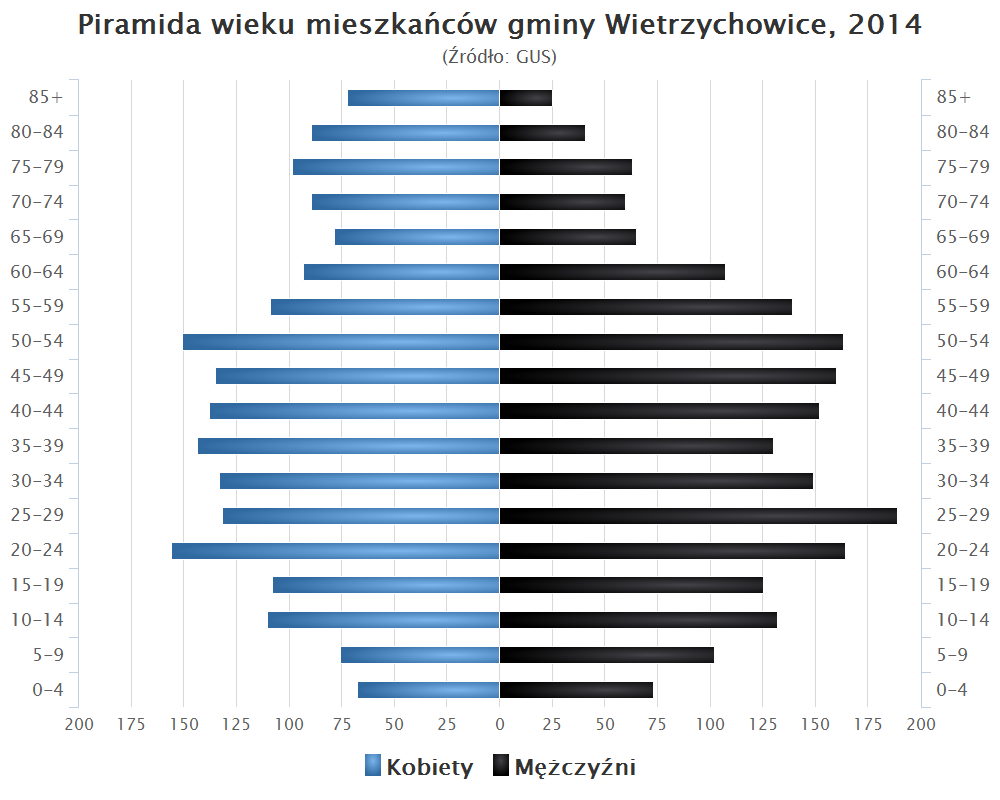
Piramida wieku mieszkańców gminy Wietrzychowice w 2014 roku

- 1995 – 4 177
- 1996 – 4 196
- 1997 – 4 187
- 1998 – 4 139
- 1999 – 4 174
- 2000 – 4 177
- 2001 – 4 209
- 2002 – 4 218
- 2003 – 4 223
- 2004 – 4 211
- 2005 – 4 205
- 2006 – 4 175
- 2007 – 4 169
- 2008 – 4 153
- 2009 – 4 134
- 2010 – 4 124
- 2011 – 4 093
- 2012 – 4 043
- 2013 – 4 034
- 2014 – 4 019
- 2015 – 3 997
- 2016 – 3 999
- 2017 – 4 008
- 2018 – 3 989
- 2019 – 3 938
- 2020 – 3 924
- 2021 – 3 907
- 2022 – 3 759  [4]

Dane z 31 grudnia 2008:
| Opis                              | Ogółem | Ogółem | Mężczyźni | Mężczyźni | Kobiety | Kobiety |
| --------------------------------- | ------ | ------ | --------- | --------- | ------- | ------- |
| jednostka                         | osób   | %      | osób      | %         | osób    | %       |
| populacja                         | 4153   | 100    | 2066      | 49        | 2087    | 51      |
| gęstość zaludnienia (mieszk./km²) | 85,5   | 85,5   | 42,5      | 42,5      | 43,9    | 43,9    |

## Sołectwa
Demblin, Jadowniki Mokre, Miechowice Małe, Miechowice Wielkie, Nowopole, Pałuszyce, Sikorzyce, Wietrzychowice, Wola Rogowska.

## Sąsiednie gminy
Gręboszów, Koszyce, Opatowiec, Radłów, Szczurowa, Żabno

## Inne
W gminie funkcjonuje całoroczne połączenie promowe przez Dunajec z prawobrzeżnymi Siedliszowicami.